# Staelsmühle

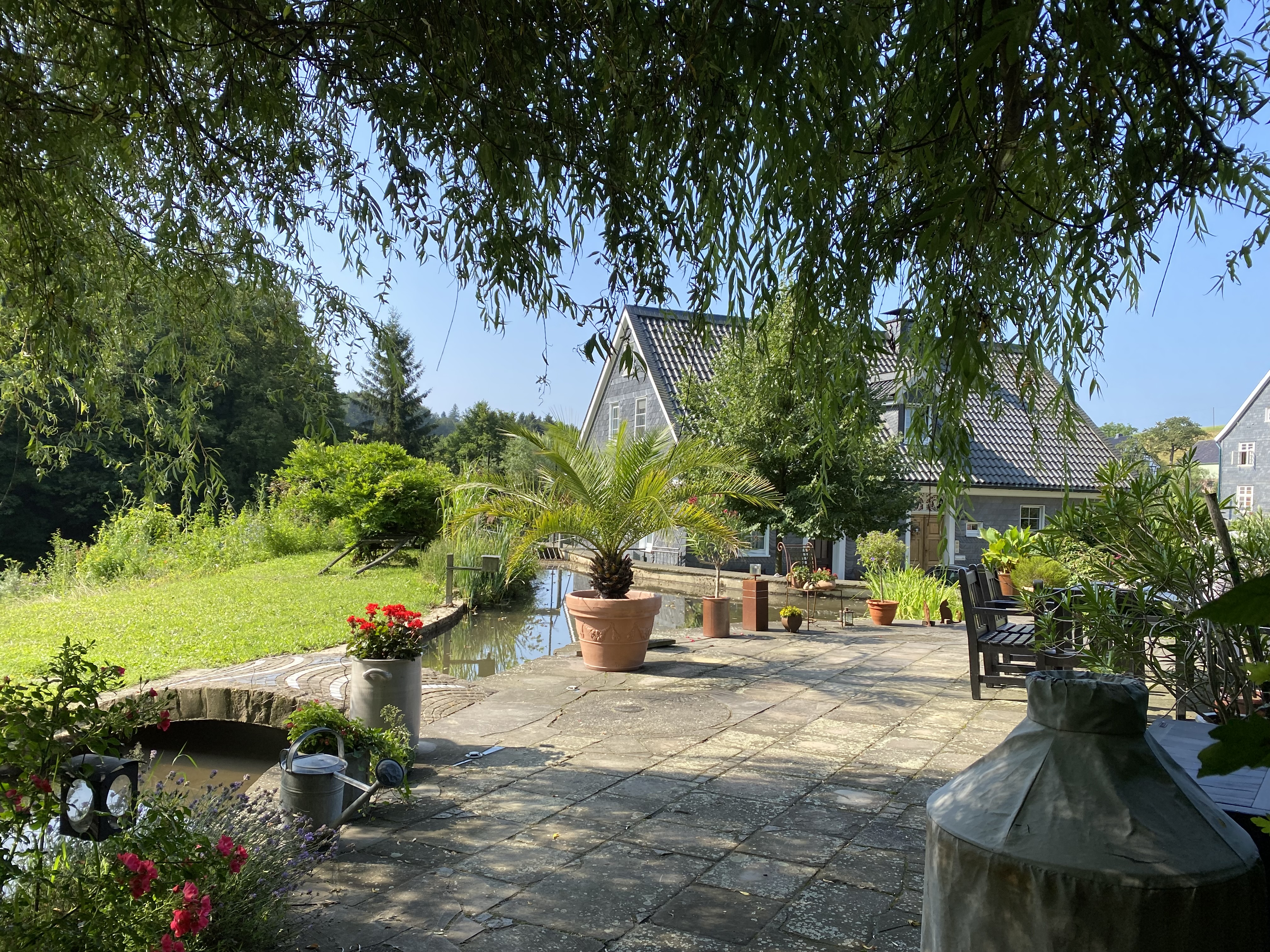
Staelsmühle - Obergraben zum 5,2 m großen Wasserrad links neben dem Wohnhaus

Die ehemalige Mühle Staelsmühle liegt östlich von Dhünn, südlich von Niederrautenbach, nordwestlich von Haarhausen in Wermelskirchen in Nordrhein-Westfalen und wird heute als Wohnhaus genutzt. Die heutige Schreibweise Staelsmühle wurde erst in den 1920er-Jahren eingeführt. Sie wurde bis dahin Stahls- oder Stohlsmühle genannt. 

## Geschichte
Die Erstnennung ist am 7. Juli 1574, es erhielt Junker Stahl zu Bierensterz (Bergstadt) die Genehmigung, am kleinen Dhünnbach eine Fruchtmühle zu erbauen.
1750 heißt es: „Die Mühle zu Dünn welche dem junker staell zuständig war hat keinen Zwang ist vorhin 1602 mit 200 Goldgulden belehent gewesen und darab so lange der junker mitt seine wittib gelebt nichts gegeben, weilen aber todt die freyung auß als empfange ad ein Reichstaler“
Am 9. Juli 1766 erfolgt die Teilung der Güter der Eheleute Henr. Wilh. Siebel, Anna Marg. Esgen. 
1. Haupterbgut mit einem der Bierensterzer Kirchenstühle, ges. 4300 Rthl; 
2. das ganze Bierensterzer Erbgut aber ohne zwei Kirchenstühle, ges. 3300 Rthl; 3. das ganze Erbgut auf Rautenbach mit einem der Bierensterzer Kirchenstühle, gesamt 2000 Reichstaler.
Am 15. Dezember 1797 erfolgt die Erbteilung des Joh. Pet. Siebel, zwischen Heinr. Wilh. Siebel, Joh. Wilh. Röhder, Joh. Polhaus, Joh. Pet. Siebel, Masse 3909 Reichstaler.
Peter Siebel gibt einen Malter Roggen als Wassererkenntnis nach Burg im Jahre 1799.
In den Jahren 1791 bis 1794 fand ein Prozess vor dem Oberappellationsgericht des Reformierten Konsistoriums gegen Johan Polhaus & Compagnie, Staelsmühle, ein Vermächtnis des Johann Peter Thönnes von 700 Talern an die Armen betreffend, statt.
Am 14. September 1801: Inventar der Siamosenfabrik Joh. Pet. Siebel & Witwe Joh. Pohlhaus, Masse 19.074 Reichstaler. Daran hat Siebel 1/3 und Pohlhaus 2/3 Anteile.
Im Jahre 1809 gibt Peter Siebel lt. Contract von 1612 ein Malter Roggen an die Rentei Burg.
Im Urkataster von 1830 besitzt Wilhelm Siebel den Kataster-Artikel 200 groß 25 Morgen mit Haus in Flur 1 Parzelle 442 und 475.
Im Jahr 1853 besitzt August Siebel die Fruchtmühle, ... diese sei sehr alt, die Familie Siebel besitzt dieselbe seit mindestens 80 Jahren. Hier liegt eine deutliche Verkürzung vor. Bereits beim Verkauf des Bierensterzer Gutes am 16. August 1723 heißt es: „längsthin ist verkaufet worden benanntlich die Staelsmühle somt allen ländereyen“.
Der Mühlenbetrieb endete ca. 1950 und die Mühle wurde 1965 abgebaut. In den Jahren 2011/12 haben Nachfahren der Familie Siebel den Mühlenbetrieb zur Stromgewinnung für den Eigenverbrauch und die Netzeinspeisung wieder aufgenommen. Dazu ging ein neues 5,2 m hohes und 1,5 m breites Mühlrad in 3 m Abstand zu dem heutigen Wohnhaus Staelsmühle 13 in Betrieb.